# Свободний (Адигея)
Свободний (рос. Свободный; адиг. Шъхьафит) — селище Красногвардійського району Адигеї Росії. Входить до складу Хатукайського сільського поселення.
Населення — 5 осіб (2015 рік).